# Rana (Vorname)
Rana ist ein arabischer weiblicher sowie ein indischer männlicher Vorname.

## Weiblicher Vorname
Der weibliche Vorname Rana, arabisch رنا (persisch رعنا), leitet sich ab vom arabischen Verb يرنو yarnū „[sehnsuchtsvoll] anschauen“ und bedeutet „auffallende Person“. Er ist bei Frauen im arabischsprachigen Raum, Iran, Afghanistan und Aserbaidschan, seltener auch in der Türkei verbreitet. Die aserbaidschanische Variante Rəna ist in Aserbaidschan einer der häufigsten Frauennamen.
Namensträgerinnen
- Rana Ahmad (* 1985), in Saudi-Arabien geborene Frauenrechtlerin
- Rana Azadivar (* 1983), iranische Schauspielerin
- Rana Bokhari (* 1977), kanadische Politikerin
- Rana Dajani, jordanische Molekularbiologin
- Rana Farhan, iranisch-amerikanische Musikerin und Sängerin
- Rana Foroohar (* 1970), US-amerikanische Journalistin
- Rana Mikdashi (* 1973), libanesische Schmuckdesignerin
- Rana June Sobhany, amerikanische Autorin
- Rana Tokmak (* 1996), deutsche rhythmische Sportgymnastin

## Männlicher Vorname
Der männliche Vorname Rana, Panjabi und Urdu رانا, Bengali রানা, leitet sich von Sanskrit राणा rana „König“ her. Er ist bei Männern hauptsächlich in Indien, Nepal, Pakistan und Bangladesch verbreitet. Dabei ist राणा rana (weiblich rani) ursprünglich ein Monarchen-Titel, der in Familien nobler Herkunft noch immer weitergegeben wird.
Namensträger
- Rana Adhikari (* 1974), indisch-US-amerikanischer Physiker
- Rana Daggubati (* 1984), indischer Schauspieler
- Rana Dasgupta (* 1971), britisch-indischer Autor
- Rana Mohammad Hanif Khan (1921–2005), pakistanischer Politiker.
- Rana Naved-ul-Hasan (* 1978), pakistanischer Cricketspieler

## Familienname
Aus dem Monarchen-Titel राणा rana (Sanskrit) leitet sich in Nepal, Indien, Pakistan und Bangladesch auch der Familienname Rana ab, so in der nepalesischen Rana-Dynastie, die von 1846 bis 1951 die autoritären Premierminister von Gorkha stellte. Auch in anderen Ländern gibt es den Familiennamen, dann jedoch gegebenenfalls mit anderer Herkunft.
Namensträgerinnen und -träger
- Beatrice Rana (* 1993), italienische Pianistin
- Mohammed Rana (* 1983), bangladeschischer Schwimmer
- Sneh Rana (* 1994), indische Cricketspielerin

Nepalesische Dynastie
- Bahadur Shumsher Jang Bahadur Rana (* 1892; † unbekannt), nepalesischer Diplomat
- Chandra Shamsher Jang Bahadur Rana (1863–1929), nepalesischer Politiker
- Jang Bahadur Rana (1817–1877), nepalesischer Politiker
- Subarna Shamsher Jang Bahadur Rana (1910–1977), nepalesischer Politiker